# Magic Mike
Magic Mike är en amerikansk långfilm från 2012 i regi av Steven Soderbergh, med Channing Tatum, Olivia Munn, Alex Pettyfer och Matthew McConaughey i rollerna.

## Handling
Mike Lane (Channing Tatum) har stora planer, men betalar sina räkningar genom en serie olika tillfälliga arbeten, bland annat som stjärnstrippan på Xquisite Strip Club. Klubben ägs av Dallas (Matthew McConaughey) som drömmer om att skapa en kedja med stripklubbar.
Mike träffar snart nittonåriga Adam (Alex Pettyfer), som just blivit avskedad från sitt byggjobb. Mike tar honom under vingarna och får honom att börja strippa på Xquisite. Mike får träffa Adams syster Brooke (Cody Horn) som han känner sig attraherad till. Mike har dock redan en flickvän, Joanna (Olivia Munn). Adam börjar falla in i livsstilen kring Xquisite, med knark och sex med klubbens gäster. Mike börjar få nog, men när banken underkänner hans företagslån inser han att han är fast.

## Rollista
| Channing Tatum       | – Michael "Magic Mike" Lane |
| Olivia Munn          | – Joanna                    |
| Alex Pettyfer        | – Adam (The Kid)            |
| Matthew McConaughey  | – Dallas                    |
| Cody Horn            | – Brooke                    |
| Joe Manganiello      | – Big Dick Richie           |
| Matt Bomer           | – Ken                       |
| Adam Rodríguez       | – Tito                      |
| Kevin Nash           | – Tarzan                    |
| Gabriel Iglesias     | – Tobias                    |
| Mircea Monroe        | – Kens fru                  |
| Riley Keough         | – Nora                      |
| Wendi McLendon-Covey | – Tara                      |
| Betsy Brandt         | – Banker                    |